# Clădirea fostei administrații financiare (Tighina)
Clădirea fostei administrații financiare este o clădire amplasată pe str. Suvorov, 42 în Tighina, Republica Moldova. Este un monument arhitectural de importanță națională inclus în Registrul monumentelor Republicii Moldova ocrotite de stat cu nr. 13 (municipiul Tighina). Datează din sec. XX.